# Maciej Maciak
Maciej Maciak (ur. 19 czerwca 1970 we Włocławku) – polski dziennikarz i działacz społeczny, lider Ruchu Dobrobytu i Pokoju. Kandydat na urząd prezydenta RP w wyborach w 2025.

## Życiorys
Syn pracownika biura projektowego i kucharki. Ukończył II Liceum Ogólnokształcące im. Mikołaja Kopernika we Włocławku. Według własnych deklaracji pod koniec lat 80. działał w Ruchu Wolność i Pokój. W 1990 bez powodzenia zdawał na studia pedagogiczne na Uniwersytecie Mikołaja Kopernika w Toruniu, później podjął nieukończone studia prawnicze na tej uczelni. Zajął się prowadzeniem własnej działalności gospodarczej, m.in. handlując częściami samochodowymi.
Od 2009 przez 10 lat kierował lokalną telewizją CW 24tv, która w 2019 zakończyła działalność. Później kontynuował tę aktywność w ramach prowadzonego przez siebie kanału w serwisie YouTube (mającego 67 tys. subskrybentów według stanu na kwiecień 2025), występował również jako gość na różnych kanałach, m.in. rosyjskich i białoruskich.
W trakcie wyborów samorządowych w 2006 kandydował do sejmiku kujawsko-pomorskiego z listy Samoobrony RP, uzyskując 500 głosów. W 2018 kandydował na urząd prezydenta Włocławka, uzyskując 6085 głosów (14,13%) i zajmując 4. miejsce wśród 9 kandydatów. Startował też bez powodzenia na radnego miasta. W wyborach w 2019 bezskutecznie próbował zarejestrować swoją kandydaturę z ramienia KWW Bezpartyjni i Samorządowcy do Senatu w okręgu nr 13.
W 2022 założył społeczno-polityczny Ruch Dobrobytu i Pokoju, którego został liderem. W wyborach w 2023 KWW RDiP zarejestrował listy kandydatów w 11 z 41 okręgów do Sejmu oraz troje kandydatów do Senatu. Maciej Maciak w trakcie wyborów bezskutecznie kandydował na posła w okręgu nr 5. Otrzymał 1298 głosów (0,24%).
W 2024 ponownie ubiegał się o urząd prezydenta Włocławka i otrzymał 2558 głosów (7,42%), zajmując 4. miejsce spośród 6 kandydatów. Ponownie kandydował bez powodzenia również do rady miasta.
W 2025 zarejestrował swoją kandydaturę w wyborach prezydenckich. 11 kwietnia wziął udział w drugiej debacie prezydenckiej w Końskich, a 29 kwietnia w debacie kandydatów na prezydenta w studiu „Super Expressu”. Został wykluczony z debat organizowanych przez Telewizję Republika. 12 maja był uczestnikiem ostatniej debaty organizowanej przez Telewizję Polską przed pierwszą turą wyborów. W pierwszej turze wyborów zdobył 36 371 głosów (0,19%), co było drugim najgorszym wynikiem wśród kandydatów.

## Kontrowersje
W 2019 został skazany wyrokiem nakazowym na karę grzywny za znieważenie kontrkandydata na prezydenta Włocławka, Emanuela Kalejaiye (ciemnoskórego Nigeryjczyka, zamieszkałego w Polsce od 1991) z powodu jego przynależności rasowej. Maciej Maciak zapowiedział wówczas, że wniesie skargę na wyrok sądu.

### Poglądy geopolityczne
Jego wypowiedzi są przez niektóre media określane jako prorosyjskie. Podczas wywiadu dla Międzynarodowego Radia Białoruś stwierdził, że prezydent Białorusi Alaksandr Łukaszenka, prezydent Rosji Władimir Putin i przewodniczący Chińskiej Republiki Ludowej Xi Jinping są „w wielu kwestiach ostoją normalności” w „opanowanym przez zły kapitał” świecie.
W kwietniu 2025 podczas debaty prezydenckiej zorganizowanej przez „Super Express” potwierdził, że podziwia Władimira Putina oraz wyraził opinię, że nikt w Polsce „nie dałby rady wytrzymać takiej presji”. Następnie powtórzył tę opinię w wywiadzie u Krzysztofa Stanowskiego w Kanale Zero; dodał, że podziwia Władimira Putina za „wyjątkową odporność na hejt, który idzie na prezydenta Rosji”. Chwilę później dodał jednak, że „podziwiać to jest może zbyt przesadne słowo, ale szanować”.

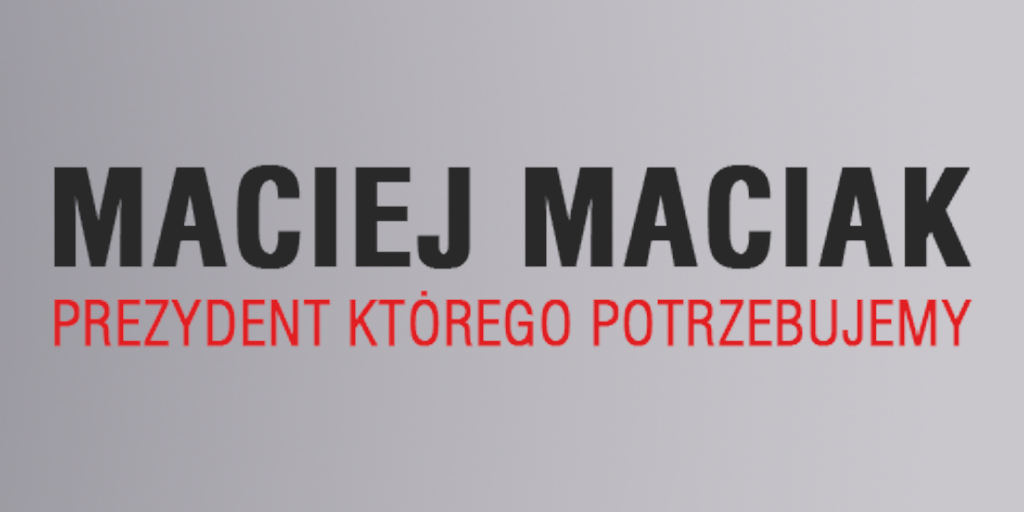
Logo Macieja Maciaka podczas kampanii prezydenckiej w 2025r.

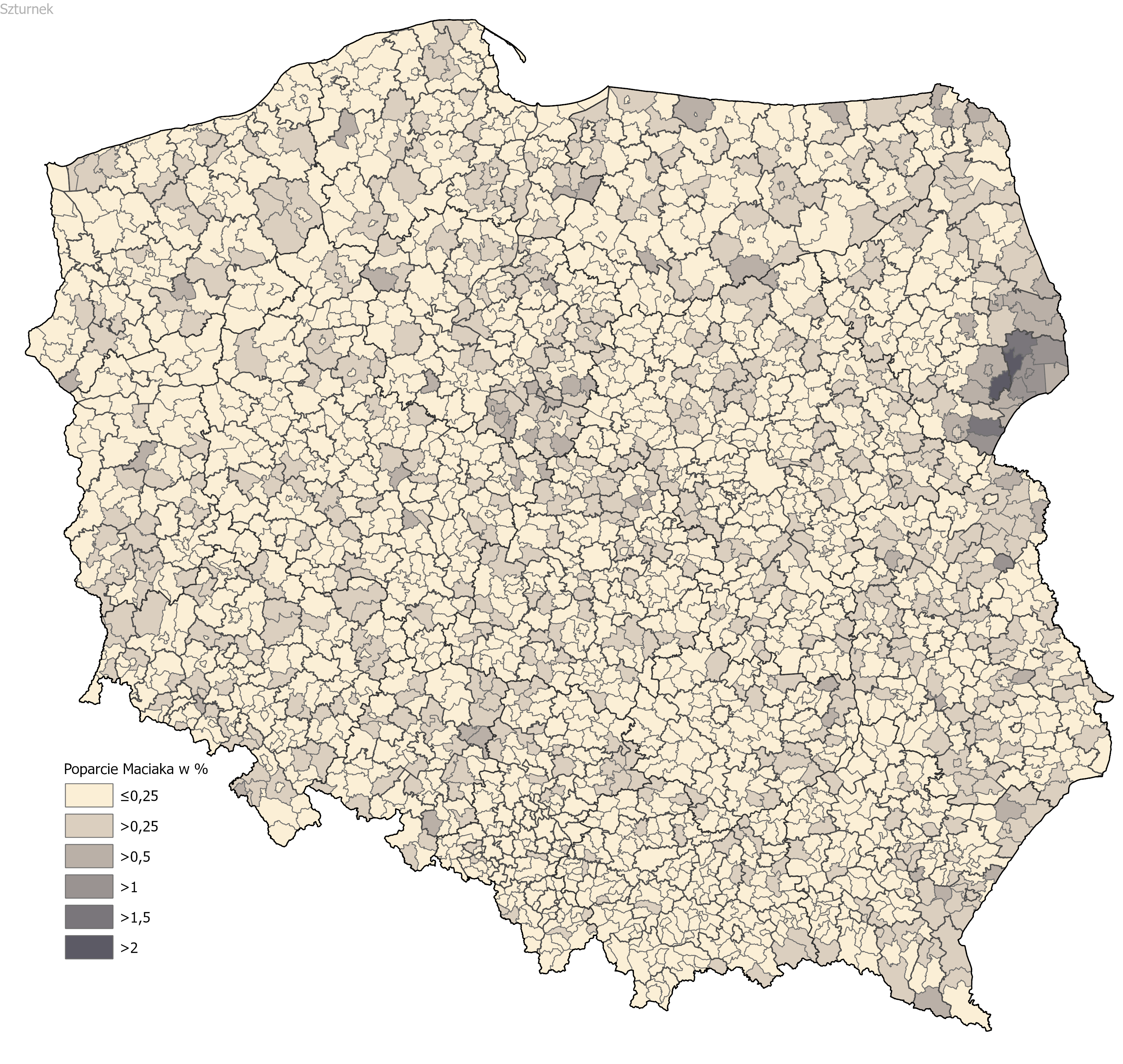
Wyniki Maciaka w I turze wyborów

## Wyniki wyborcze
| Wybory | Komitet wyborczy                    | Komitet wyborczy                                                     | Organ                                                | Okręg                      | Wynik          |
| ------ | ----------------------------------- | -------------------------------------------------------------------- | ---------------------------------------------------- | -------------------------- | -------------- |
| 2006   |                                     | Samoobrona Rzeczpospolitej Polskiej                                  | Sejmik Województwa Kujawsko-Pomorskiego III kadencji | nr 6                       | 500 (0,43%)    |
| 2018   |                                     | KWW Macieja Maciaka                                                  | Prezydent Miasta Włocławek                           | Prezydent Miasta Włocławek | 6085 (14,13%)  |
| 2018   | Rada Miasta Włocławek VIII kadencji | KWW Macieja Maciaka                                                  | nr 3                                                 | 701 (9,44%)                |                |
| 2023   |                                     | KWW Ruch Dobrobytu i Pokoju                                          | Sejm X kadencji                                      | nr 5                       | 1298 (0,24%)   |
| 2024   |                                     | KWW Macieja Maciaka                                                  | Prezydent Miasta Włocławek                           | Prezydent Miasta Włocławek | 2588 (7,42%)   |
| 2024   | Rada Miasta Włocławek IX kadencji   | KWW Macieja Maciaka                                                  | nr 3                                                 | 477 (4,11%)                |                |
| 2025   |                                     | KW Kandydata na Prezydenta Rzeczypospolitej Polskiej Macieja Maciaka | Prezydent RP                                         | Prezydent RP               | 36 371 (0,19%) |